# Let It Be Christmas
| Оценки критиков      | Оценки критиков |
| Источник             | Оценка          |
| -------------------- | --------------- |
| About.com            | (favorable)     |
| Allmusic             | [ 2 ]           |
| Country Weekly       | (favorable)     |
| Entertainment Weekly | B−              |
| Rolling Stone        | (favorable)     |

Let It Be Christmas — одиннадцатый студийный альбом американского кантри-певца Алана Джексона, вышедший 22 октября 2002 года на лейбле Arista Nashville. Продюсером был Keith Stegall. Диск Джексона достиг шестого места в кантри-чарте Top Country Albums и получил золотую сертификацию RIAA.

## Об альбоме
Альбом получил положительные отзывы музыкальных критиков и интернет-изданий.
Диск Джексона достиг шестого места в кантри-чарте Top Country Albums и в январе 2003 года получил золотую сертификацию RIAA.

## Список композиций
1. «Have Yourself a Merry Little Christmas» (Ralph Blane, Hugh Martin) — 2:58
2. «Winter Wonderland» (Felix Bernard, Dick Smith) — 2:18
3. «O Come All Ye Faithful» (Frederick Oakeley, John Francis Wade) — 3:18
4. «Santa Claus Is Coming to Town» (J. Fred Coots, Haven Gillespie) — 2:42
5. «The Christmas Song» (Mel Tormé, Robert Wells) — 3:52
6. «Silent Night» (Franz Gruber, Joseph Mohr) — 3:47
7. «Let It Be Christmas» (Alan Jackson) — 4:11
8. «Jingle Bells» (J. S. Pierpont) — 2:50
9. «White Christmas» (Irving Berlin) — 3:19
10. «Silver Bells» (Ray Evans, Jay Livingston) — 3:36
11. «Away in a Manger» (James Ramsey Murray, John Thomas McFarland) — 2:49

## Позиции в чартах
| Чарт (2002)                        | Высшая позиция |
| ---------------------------------- | -------------- |
| США (Billboard 200)                | 27             |
| США (Billboard Christian Albums)   | 3              |
| США (Billboard Top Country Albums) | 6              |
| США (Billboard Top Holiday Albums) | 2              |

| Чарт (2003)                        | Позиция |
| ---------------------------------- | ------- |
| США Billboard 200                  | 178     |
| США Top Country Albums (Billboard) | 23      |

| Регион | Ассоциация | Сертификации | Продажи  |
| ------ | ---------- | ------------ | -------- |
| США    | RIAA       | Золотой      | 500,000+ |